# Catostomus ardens
Catostomus ardens Jordan e Gilbert, 1881, è una specie di pesce osseo facente parte della famiglia Catostomidae e originaria del Nord America.

## Distribuzione e habitat
Questo pesce d'acqua dolce è presente negli Stati Uniti, ad esempio nel lago Utah e nel Parco nazionale del Grand Teton.